# Iovantucarus
Iovantucarus („der die Jugend liebt“, ältere Form *Ḭoṷantutokāros) ist der Name einer keltischen Gottheit, die auf einigen Inschriften aus dem Gebiet der Treverer genannt und dort nach der Interpretatio Romana meist mit Mars gleichgesetzt wird.

## Inschriften und Funktion
Fünf Inschriften aus Trier (Augusta Treverorum) nennen Iovantucarus im Tempelbezirk Irminenwingert im Zusammenhang mit Lenus Mars und einmal mit Mercurius. Auf einer Inschrift aus dem Wareswald bei Tholey (Saarland) wird er ebenfalls als keltisches Äquivalent zu Mercurius gesehen; auf einem Silberring, gefunden in Heidenburg, steht der Name alleine.
Iovantucaros gilt als Schirmherr der Jugend. Bildliche Darstellungen des Gottes im Tempelbezirk von Trier zeigen, wie ihm von Kindern Vogelopfer dargebracht werden. Als Patron der „Knabenschaften“ wird er manchmal mit Vassocaletis gleichgesetzt.